# Поляниця (Калуський район)
Поляни́ця — село в Україні, у Болехівській міській громаді Калуського району Івано-Франківській області.

## Географія
У селі струмки Бобровець та Кам'яний впадають у річку Сукіль. У нижній околиці села на цій річці є мальовничий Поляницький водоспад. Тут Сукіль спадає кількома широкими каскадами (перекатами) — свого роду сходами.

## Історія
У 1939 році в селі проживало 1040 мешканців (1010 українців, 20 поляків, 5 євреїв і 5 німців та інших національностей).
10.07.1944 сотня УПА «Заграва» тут провела переможний бій з німцями.

## Соціальна сфера
- Амбулаторія[3]
- Школа[4]

## Лісництво
У селі є Поляницьке лісництво Болехівського лісокомбінату. На території, підпорядкованій лісництву, розташовані природоохоронні території:
- Поляницький регіональний ландшафтний парк
- Скелі Довбуша (пам'ятка природи)
- Олірки (пам'ятка природи)